# Mistrovství světa v cyklokrosu 2010
Mistrovství světa v cyklokrosu 2010 bylo 61. cyklokrosovým šampionátem v pořadí. Konalo se ve dnech 30. a 31. ledna 2010 ve městě Tábor v České republice. Počtvrté se tak světové mistrovství v cyklokrosu uskutečnilo na českém území (po MS 1972 v Praze, MS 1987 v Mladé Boleslavi a MS 2001 právě v Táboře). Pro pořadatelskou zemi skončil šampionát úspěšně, když tituly mistrů světa získali Zdeněk Štybar v elitní mužské kategorii a Tomáš Paprstka v kategorii juniorů.

## Trať závodu

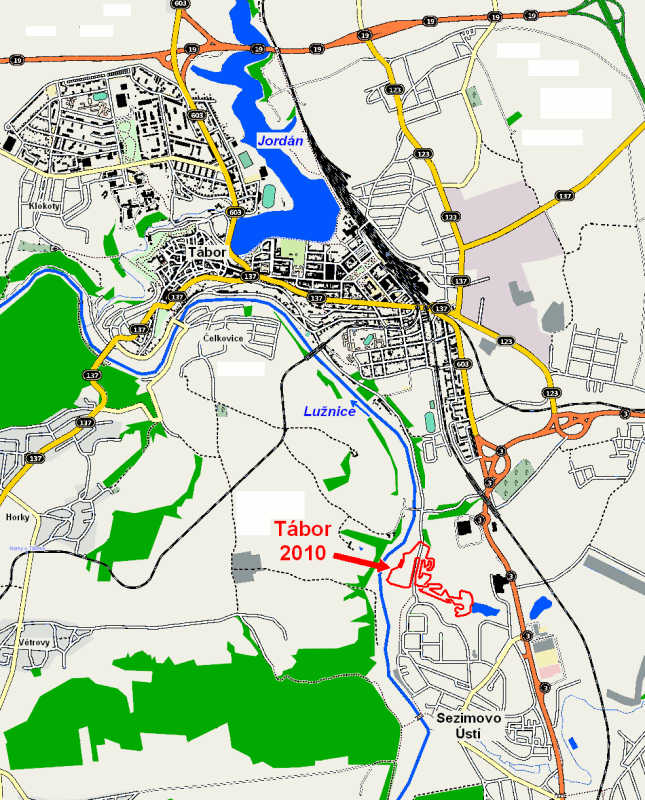
Poloha trati pro MS 2010 ve městě Táboře

Závodní trať, zhruba z poloviny totožná s tratí z roku 2001, je vytyčena na pravém břehu řeky Lužnice, v severním sousedství sídliště Nad Lužnicí, asi 3 km jihovýchodně od historického centra Tábora. Jeden okruh měří 3320 m s celkovým převýšením 60 m (nadmořská výška 396 až 419 m).

## Elite muži
(31. ledna 2010, 14:00 SEČ)
| Pos.             | Cyklista            | Čas         |
| ---------------- | ------------------- | ----------- |
| Zlatá medaile    | Zdeněk Štybar       | 1:08:58 h   |
| Stříbrná medaile | Klaas Vantornout    | + 21 s      |
| Bronzová medaile | Sven Nys            | + 38 s      |
| 4.               | Martin Bína         | + 40 s      |
| 5.               | Francis Mourey      | + 56 s      |
| 6.               | Martin Zlámalík     | + 1:02 min. |
| 7.               | Christian Heule     | + 1:07 min. |
| 8.               | Radomír Šimůnek ml. | + 1:18 min. |
| 9.               | Gerben de Knegt     | + 1:49 min. |
| 10.              | Bart Wellens        | + 2:13 min. |
| …                | …                   | …           |
| 29.              | Kamil Ausbuher      | + 3:52 min. |
| 33.              | Ondřej Bambula      | + 4:21 min. |
| 38.              | Petr Dlask          | + 4:57 min. |

## Muži do 23 let
(30. ledna 2010, 14:00 SEČ)
| Pos.             | Cyklista           | Čas         |
| ---------------- | ------------------ | ----------- |
| 0.               | Paweł Szczepaniak  | 55:37 min.  |
| 0.               | Kacper Szczepaniak | + 20 s      |
| Zlatá medaile    | Arnaud Jouffroy    | + 21 s      |
| Stříbrná medaile | Tom Meeusen        | + 46 s      |
| Bronzová medaile | Marek Konwa        | + 56 s      |
| 4.               | Arnaud Grand       | + 58 s      |
| 5.               | Róbert Gavenda     | + 1:00 min. |
| 6.               | Sascha Weber       | + 1:09 min. |
| 7.               | Tijmen Eising      | + 1:20 min. |
| 8.               | Elia Silvestri     | + 1:27 min. |
| …                | …                  | …           |
| 13.              | Jiří Polnický      | + 1:53 min. |
| 15.              | Lubomír Petruš     | + 2:09 min. |
| 21.              | Jan Nesvadba       | + 2:52 min. |
| 30.              | Karel Hník         | + 3:52 min. |
| 33.              | David Menger       | + 4:32 min. |

Poznámka: Poláci Pawel Szczepaniak a Kacper Szczepaniak, kteří dojeli na 1. a 2. místě měli po závodě pozitivní dopingový test na EPO. Z tohoto důvodu jim medaile byly dodatečně odebrány a byly předány závodníkům, kteří skončili na dalších místech v pořadí.

## zdroje
- http://www.numberczech.cz/2010/01/31/wch-cyklokros-tabor-2010/

## Junioři
(30. ledna 2010, 11:00 SEČ)
| Pos.             | Cyklista                | Čas         |
| ---------------- | ----------------------- | ----------- |
| Zlatá medaile    | Tomáš Paprstka          | 40:30 min.  |
| Stříbrná medaile | Julian Alaphilippe      | stejný čas  |
| Bronzová medaile | Emiel Dolfsma           | + 9 s       |
| 4.               | Matěj Lasák             | + 19 s      |
| 5.               | Gianni Vermeersch       | + 20 s      |
| 6.               | Gert-Jan Bosman         | + 39 s      |
| 7.               | David Menut             | + 48 s      |
| 8.               | David van der Poel      | + 48 s      |
| 9.               | Laurens Sweeck          | + 56 s      |
| 10.              | Michiel van der Heijden | + 1:00 min. |
| 11.              | Radek Polnický          | + 1:01 min. |
| …                | …                       | …           |
| 16.              | Michael Boroš           | + 1:31 min. |
| 18.              | Vojtěch Nipl            | + 1:40 min. |

## Elite ženy
(31. ledna 2010, 11:00 SEČ)
| Pos.             | Cyklista                  | Čas         |
| ---------------- | ------------------------- | ----------- |
| Zlatá medaile    | Marianne Vosová           | 42:59 min.  |
| Stříbrná medaile | Hanka Kupfernagel         | + 45 s      |
| Bronzová medaile | Daphny van den Brand      | + 1:02 min. |
| 4.               | Kateřina Nash             | + 1:20 min. |
| 5.               | Eva Lechner               | + 1:41 min. |
| 6.               | Christel Ferrier-Bruneau  | + 1:47 min. |
| 7.               | Caroline Mani             | + 1:53 min. |
| 8.               | Pauline Ferrand-Prévotová | + 2:11 min. |
| 9.               | Sanne van Paassen         | + 2:28 min. |
| 10.              | Lucie Chainel-Lefèvre     | + 2:31 min. |
| …                | …                         | …           |
| 28.              | Jana Kyptová              | + 5:00 min. |
| 30.              | Pavla Havlíková           | + 5:25 min. |
| 33.              | Martina Mikulášková       | + 6:14 min. |
| 34.              | Zuzana Pirzkallová        | + 6:15 min. |

## Tabulka medailí podle zemí
| Umístění | Stát       | Zlato | Stříbro | Bronz | Celkem |
| -------- | ---------- | ----- | ------- | ----- | ------ |
| 1.       | Česko      | 2     | 0       | 0     | 2      |
| 2.       | Francie    | 1     | 1       | 0     | 2      |
| 3.       | Nizozemsko | 1     | 0       | 2     | 3      |
| 4.       | Belgie     | 0     | 2       | 1     | 3      |
| 5.       | Německo    | 0     | 1       | 0     | 1      |
| 6.       | Polsko     | 0     | 0       | 1     | 1      |